# Zomerpaleis (Peking)
Het Zomerpaleis of Yiheyuan is een historisch buitenverblijf in Peking, China.  Het wordt beschouwd als een meesterwerk op het gebied van Chinese landschapsarchitectuur en tuinontwerp.  Sinds 1998 hoort deze keizerlijke tuin bij het Werelderfgoed van UNESCO.
Het complex van 70.000 m² is aangelegd in een uitgestrekt domein rond een groot, kunstmatig meer, het Kunming-meer. Dit meer is een replica van het Westelijke Meer bij Hangzhou. De aarde van de uitgraving werd gebruikt voor het aanleggen van de grote Langleven-heuvel in het park. Het complex bestaat uit allerlei rijk versierde en goed bewaarde (dan wel gereconstrueerde) tempels, paleizen, paviljoens, woonvertrekken, overdekte galerijen en bruggen. 
Het oorspronkelijk gebied, gelegen ten NoordWesten van het centrum van Peking was van oudsher een buitenverblijf van enkele dynastieën keizers. In de Qing dynastie werd het complex de Keizerlijke Tuin van achtereenvolgend keizer Qianlong ( die het als verjaardagscadeau aan zijn moeder schonk), keizer Jiaqing, keizer Daoguang en keizer Xianfeng. 
In de tweede van de Opiumoorlogen werd het complex voor een groot deel verwoest. De huidige gebouwen dateren uit de tijd van Cixi, de keizerin-weduwe. Zij liet aan het eind van de 19de eeuw het hele complex uitbouwen, en verbleef hier grotendeels zelf tijdens de laatste jaren van het keizerrijk.
Het geld voor de aanleg van het uitgestrekte domein haalde zij uit de kas die bedoeld was voor de vernieuwing van Chinese vloot.
Sinds de revolutie is het een groot openbaar park, en wordt erg druk bezocht op vrije dagen.

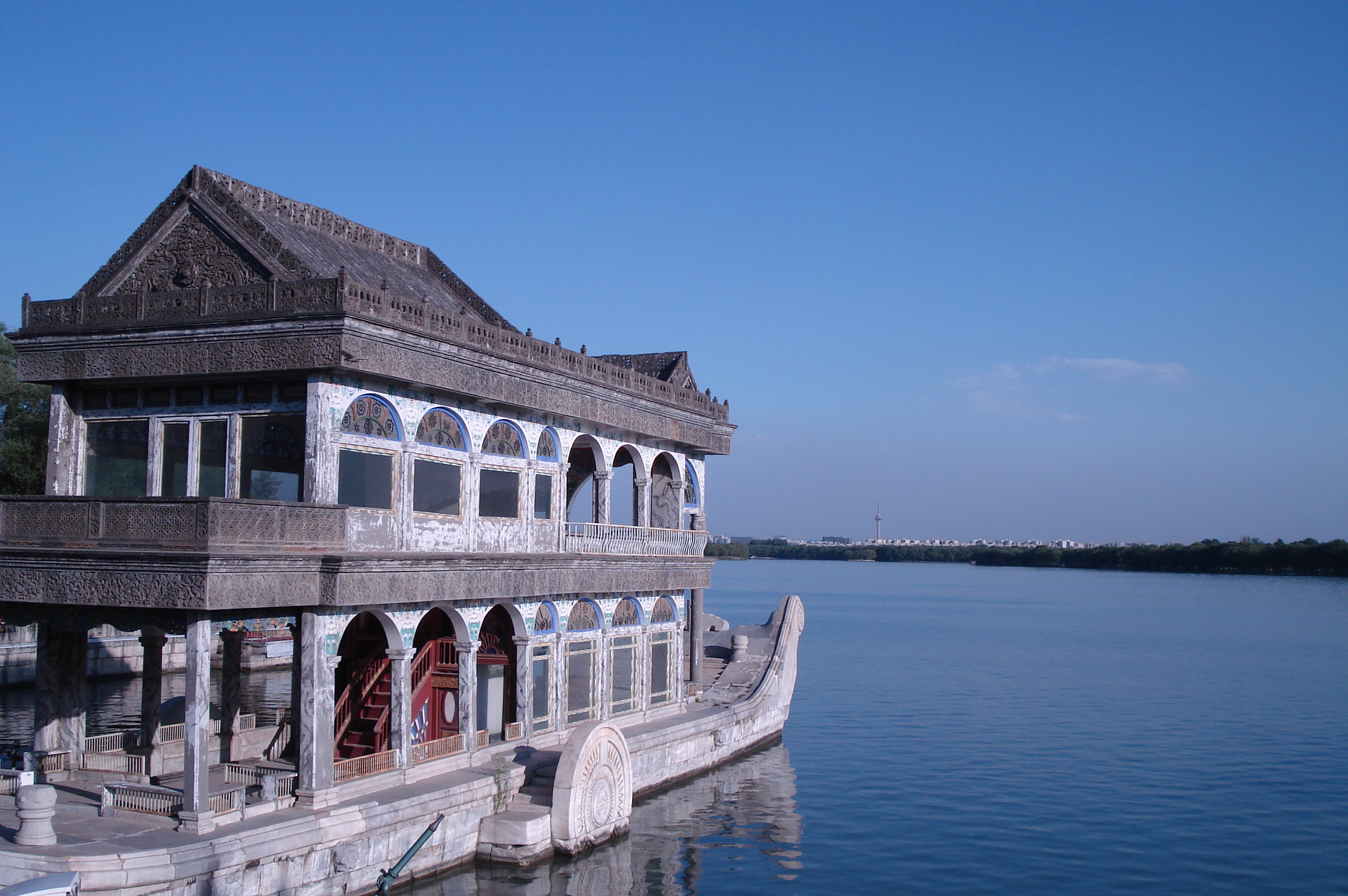
Marmeren Boot in zomerpaleis Peking